# Onikirimaru
Onikirimaru (鬼切丸 Quỷ thiết hoàn) là một loạt manga viết bởi tác giả Kei Kusunoki. Manga này đã được chuyển thể thành 4 tập anime dạng OAV. Phiên bản tiếng Anh của manga và anime Onikirimaru đều được phát hành tại Bắc Mỹ bởi Viz Media dưới cái tên Ogre Slayer - tuy nhiên chỉ có hai tập manga tiếng Anh được Viz phát hành.
Cốt truyện của Onikirimaru nói về một thanh niên chuyên đi săn lùng những con quỷ (oni, 鬼). Thật ra anh cũng là một con quỷ, nói đúng hơn là anh sinh ra từ thân xác của một con quỷ (trong khi đó theo thần thoại Nhật Bản thì một con quỷ oni sinh ra từ thân xác của con người). Mặc dù anh mang dòng máu của quỷ nhưng anh có hình dạng của một con người, và trong khi loài quỷ sinh ra luôn có một chiếc sừng trên đầu, thì anh được sinh ra với một thanh kiếm thay cho chiếc sừng đó, Anh thanh niên này không có tên, nhưng thanh kiếm của anh mang tên là onikimaru (鬼切丸, quỷ thiết hoàn) và vì vậy một số người cũng gọi chủ nhân của nó - anh thanh niên - là Onikimaru. Onikimaru luôn mong ước được trở thành con người, thoát khỏi kiếp làm quỷ, mà muốn được như thế thì anh phải tiêu diệt những con quỷ khác trên thế gian này. Vì vậy suốt mấy trăm năm qua Onikimaru cùng với thanh kiếm của mình đã đi khắp thế gian trừ yêu diệt quỷ.

## Nhân vật
- Onikimaru Lồng tiếng bởi: Jason Gray-Stanford (English)

Được tin là Watanabe no Tsuna